# گسل کشف‌رود
گسل ریوند، گسلی معکوس با راستای خمدار شمال غرب-جنوب شرق است که از جنوب شرق قوچان تا جنوب شرق مشهد امتداد دارد و ۱۶۲ کیلومتر طول دارد؛ سازکار این کسل معکوس است و از نظر لرزه‌خیزی گسل فعال محسوب می‌شود.
گسل بنیادی کشف رود به موازات کوه‌های کپه داغ و کناره شمالی دشت مشهد کشیده شده و به روشنی آبرفت‌های کواترنر دشت را می‌برد؛ شیب گسل کشف رود به سوی شمال خاوری است.

## زمین‌لرزه‌ها
- زمین‌لرزه ۱۶۷۳ مشهد با بزرگای Ms = ۶٫۶ و شدت I0 = VIII +[۲]
- زمین‌لرزه ۱۶۸۷ مشهد با بزرگای Ms = ۵٫۵[۲]
- زمین‌لرزه ۱۳۹۶ خراسان رضوی با بزرگای ۶٫۱ گشتاوری[۱]

## پانوشت‌ها
1. 1 2  «گزارش زمین‌لرزه ۶ سفیدسنگ خراسان رضوی» (PDF). مؤسسه ژئوفیزیک دانشگاه تهران. ۱۶ فروردین ۱۳۹۶. بایگانی‌شده از اصلی (PDF) در ۶ آوریل ۲۰۱۷. دریافت‌شده در ۶ آوریل ۲۰۱۷.
2. 1 2 3  «گسل کشف رود». پایگاه ملی داده‌های علوم زمین کشور. بایگانی‌شده از اصلی در ۶ آوریل ۲۰۱۷. دریافت‌شده در ۶ آوریل ۲۰۱۷.